# Municipio de San Andrés Tuxtla
El municipio de San Andrés Tuxtla es uno de los 212 municipios del estado mexicano de Veracruz. Su cabecera es la localidad de San Andrés Tuxtla.

## Geografía
El municipio de San Andrés Tuxtla limita al norte con el Golfo de México; al este con el municipio de Catemaco; al sur con los municipios de Hueyapan de Ocampo y de Isla; y al oeste con los municipios de Santiago Tuxtla y Ángel R. Cabada.

## Localidades
El municipio de San Andrés Tuxtla cuenta con 227 localidades.
| Localidad         | Población (2020) |
| ----------------- | ---------------- |
| San Andrés Tuxtla | 64 445           |
| Comoapan          | 5 426            |
| Calería           | 4 066            |

## Gobierno
| Presidente municipal                     | Periodo   | Partido | Partido                              |
| ---------------------------------------- | --------- | ------- | ------------------------------------ |
| Rafael Silva Álvarez                     | 1955-1958 |         | Partido Revolucionario Institucional |
| Faustino Hernández Valencia              | 1958-1961 |         | Partido Revolucionario Institucional |
| Luis Miguel Díaz del Castillo            | 1961-1964 |         | Partido Revolucionario Institucional |
| Leopoldo Caracas Lara                    | 1964-1967 |         | Partido Revolucionario Institucional |
| Aurelio Ballados Palacio                 | 1967-1970 |         | Partido Revolucionario Institucional |
| Rogelio C. Rascón                        | 1970-1973 |         | Partido Revolucionario Institucional |
| Octavio Rojas Aldana                     | 1973-1976 |         | Partido Revolucionario Institucional |
| Carlos Chávez Mundo                      | 1976-1979 |         | Partido Revolucionario Institucional |
| Pedro Carlos Silva Carvajal              | 1979-1982 |         | Partido Revolucionario Institucional |
| Luis Miguel Díaz del Castillo            | 1982-1985 |         | Partido Revolucionario Institucional |
| Guillermo Alonso Porras                  | 1985-1988 |         | Partido Revolucionario Institucional |
| Concepción Escalera viuda de Sáenz       | 1988-1991 |         | Partido Revolucionario Institucional |
| Augusto Rafael Carrión Álvarez           | 1992-1994 |         | Partido Revolucionario Institucional |
| Enrique Huber Fonseca                    | 1995-1997 |         | Partido Revolucionario Institucional |
| Roberto Enrique Ruíz                     | 1998-2000 |         | Partido Revolucionario Institucional |
| Octavio Antonio Francisco Pérez González | 2001-2004 |         | Partido Revolucionario Institucional |
| Augusto Rafael Carrión Álvarez           | 2005-2007 |         | Partido Revolucionario Institucional |
| Marina Garay Cabada                      | 2008-2010 |         | Partido Revolucionario Institucional |
| Rafael Fararoni Mortera                  | 2011-2013 |         | Partido Revolucionario Institucional |
| Manuel Rosendo Pelayo                    | 2014-2017 |         | Partido Revolucionario Institucional |
| Octavio Pérez Garay                      | 2018-2021 |         | Candidato independiente              |
| María Elena Solana Calzada               | 2022-2025 |         | Movimiento Regeneración Nacional     |